# Júliusi ultimátum
A Szerbiának szóló júliusi ultimátum vagy osztrák-magyar ultimátum egy ultimátum volt, amelyet Ausztria-Magyarország 1914. július 23-án adott ki Szerbia kormányának Ferenc Ferdinánd osztrák trónörökös szarajevói meggyilkolása következtében.

## A tartalom
Ausztria-Magyarország a következő lépéseket követelte a szerb kormánytól:
1. Minden olyan kiadványt, amely az osztrák monarchia iránti gyűlöletet vagy megvetést fejezi ki, el kell nyomni;
2. Fel kell oszlatni a Narodna Odbrana-t (szerb nacionalista csoport), valamint az osztrákellenes propagandát terjesztő hasonló csoportokat;
3. Mindent, ami Ausztria elleni propagandát terjeszt vagy terjeszteni fog, el kell távolítani a szerb közoktatásból;
4. A szerb hadseregből és közigazgatásból el kell bocsátani minden olyan személyt, aki Ausztria-Magyarország elleni propagandát terjesztett. E személyek nevét Ausztria-Magyarország kormánya közli;
5. Az osztrákellenes mozgalmak elleni küzdelemben együtt kell működni az osztrák-magyar kormány szerveivel;
6. Jogi lépéseket kell tenni a Ferenc Ferdinánd meggyilkolásának hátterében álló összeesküvésben részt vevőkkel szemben, az osztrák-magyar kormány által delegált szervek segítségével és irányításával;
7. Két megnevezett személyt azonnal le kell tartóztatni;
8. Fel kell lépni a Szerbia és Ausztria-Magyarország közötti fegyver- és robbanóanyag-csempészet ellen;
9. Magyarázatot kell adni Ausztria-Magyarországnak a Szerbiában és külföldön magas rangú szerb személyek Ausztria-Magyarországgal kapcsolatban tett gyűlöletkeltő kijelentései miatt;
10. Ausztria-Magyarországot haladéktalanul tájékoztatni kell ezen intézkedések végrehajtásáról.

## A szerb válasz
Szerbia kész volt több követelést részben vagy egészben elfogadni, kivéve a szerb joghatósággal kapcsolatos követelést, amelyet Szerbia alkotmányellenesnek és szuverenitását sértőnek tartotta. Az ultimátum lejárta előtt 2 perccel Nikola Pašić szerb miniszterelnök átadta a kormány válaszát, de mivel azzal az osztrák fél nem érte el kitűzött céljait, Wladimir Giesl von Gieslingen nagykövet egy jegyzék aláírását követően elhagyta az országot.

## A júliusi válság
- Június 28. Ferenc Ferdinánd főherceg meggyilkolása Szarajevóban
- Július 5./6. "Mission Hoyos(wd)" és a német "Biankó csekk"
- Július 23. Osztrák ultimátum Szerbiának
- Július 25. Szerb válasz az ultimátumra
- Július 28. Ausztria-Magyarország hadüzenete Szerbiának
- Július 29. Belgrád ágyúzása
- Július 29. Orosz részleges mozgósítás
- Július 31. Orosz általános mozgósítás
- Július 31. Német ultimátumok Franciaországhoz és Oroszországhoz
- Augusztus 1. A francia (15:55) és a német általános mozgósítás (17:00) másnapra döntött, német hadüzenet Oroszországnak
- Augusztus 2. Német ultimátum Belgiumnak és Luxemburg elfoglalása
- Augusztus 3. Német hadüzenet Franciaországnak
- Augusztus 4. Német invázió Belgium ellen
- Augusztus 4. Nagy-Britannia hadat üzen Németországnak
- Augusztus 6. Ausztria-Magyarország hadüzenete Oroszországnak
- Augusztus 8. Nagy-Britannia hadat üzen Ausztria-Magyarországnak

## Fordítás
- Ez a szócikk részben vagy egészben  a   Juli-ultimatum című holland Wikipédia-szócikk fordításán alapul.  Az eredeti cikk szerkesztőit annak laptörténete sorolja fel. Ez a jelzés csupán a megfogalmazás eredetét és a szerzői jogokat jelzi, nem szolgál a cikkben szereplő információk forrásmegjelöléseként.
- Ez a szócikk részben vagy egészben  a   Julikrise című német Wikipédia-szócikk fordításán alapul.  Az eredeti cikk szerkesztőit annak laptörténete sorolja fel. Ez a jelzés csupán a megfogalmazás eredetét és a szerzői jogokat jelzi, nem szolgál a cikkben szereplő információk forrásmegjelöléseként.